# Sonnenstein (Wikinger)
Ein Sonnenstein (sólsteinn) diente nach verschiedenen Überlieferungen aus der Wikingerzeit als Navigationshilfe bei bewölktem Himmel, Nebel oder Dämmerung.

## Navigationshilfen

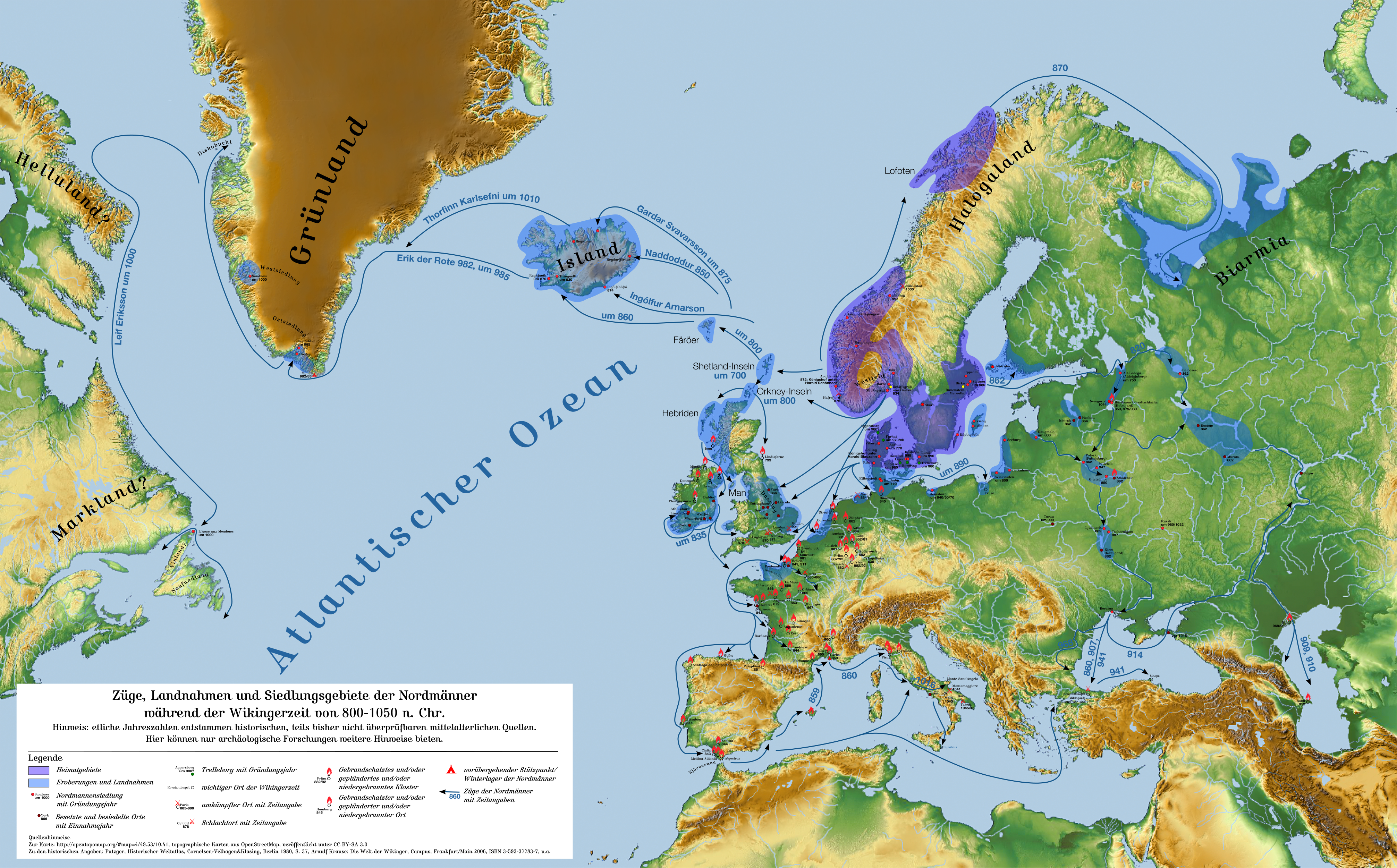
Dunkelblau: Reisewege der Wikinger,
violett und blau: Hauptsiedlungsgebiete

Die Seefahrer der Wikingerzeit blieben meist in Küstennähe und orientierten sich überwiegend an Landmarken sowie am Sonnenstand, möglicherweise auch mittels Sonnenkompass.
Die Orientierung nur mittels Sonnenposition und ohne genaue Uhrzeit stößt aber an ihre Grenzen im Polarsommer, wenn die Sonne immer sichtbar bleibt. Während der astronomischen Dämmerung ist eine Orientierung an den Sternen weitgehend gut möglich (nicht im Polarsommer), jedoch ungleich schwieriger, da hier astronomische Kenntnisse sowie des Kalenderdatums und die Bestimmung der nächtlichen Uhrzeit ebenfalls entscheidend sind.
Auf dem Nordmeer, auf dem die Wikinger vor gut 1000 Jahren segelten oder ruderten, ist der Himmel häufig bedeckt. Im Polarwinter erscheint die Sonne nördlich 67,41° Breite zumindest zur Wintersonnenwende knapp unter dem Horizont, sodass dann eine Dämmerung herrscht (erst nördlich 73,2° Breite ist es im Polarwinter ständig zu dunkel zum Zeitunglesen, in diesen Polarregionen bewegten sich die Wikinger aber wahrscheinlich gar nicht).
Überlieferungen zufolge sollen die Wikinger einen Sonnenstein besessen haben, mit dessen Hilfe sie den Sonnenstand auch bei bedecktem Himmel exakt bestimmen konnten. Dafür gibt es ganz unterschiedliche schriftliche Hinweise, zum Beispiel in dem isländischen Gesetzbuch Grágás. Am bekanntesten ist die Überlieferung, dass König Olav der Heilige bei leichtem Schneetreiben und bedecktem Himmel die Sonnenstandsbestimmung seines Gastgebers Sigurðr mit Hilfe eines solchen sólsteinns überprüft habe. Ein funktionierender „Sonnenstein“ auf drehbarer Scheibe ist im Wikingerschiffsmuseum Roskilde bei Kopenhagen ausgestellt.
Es gibt mehrere Ansätze, dieser Geschichte ein reales Mineral zuzuordnen. Zwei Theorien zu kristallinem Material und Funktionsweise eines Sonnensteins stehen sich gegenüber:
1. Nutzung von Polarisationsfiltern zur Erkennung eines Polarisationsmusters am weitgehend bedeckten Tageshimmel
2. Nutzung der Doppelbrechung zur Erkennung der Hauptlichtquelle am trüben Tageshimmel

Polarisationsfilter in verschiedenen Orientierungen vor einem LCD-Monitor, der polarisiertes Licht abgibt.

Insgesamt ist aber anzunehmen, dass die Wikinger eine Mischung verschiedener Navigationshilfen verwendeten haben: das Segeln entlang der Küsten, das Breitensegeln, das àttir-System mit Hilfe von Schifffahrtsrouten, den Sonnenkompass und die Hilfe von Sonnensteinen. (vgl. Weblink unten)

## Nutzung von Polarisationsfiltern
Eine Deutung besteht darin, dass es sich bei dem Sonnenstein um einen Kristall handelte, der als Polarisationsfilter wirkt.

### Polarisationsmuster

Rayleigh-Streuung

Das Sonnenlicht ist zunächst unpolarisiert, das heißt, die Einzelwellen innerhalb eines Sonnenstrahls sind in ihren Eigenschaften statistisch verteilt. Durch Rayleigh-Streuung entsteht in der Atmosphäre polarisiertes Licht. Dieses trifft auf einen Beobachter im rechten Winkel zum einfallenden Sonnenlicht, aus einem sehr weiten Halbkreis (ein Teil des Kreisabschnitts liegt unter dem Horizont) um den Sonnenstand.

### Wahrnehmung als Haidinger-Büschel

Beobachtung des Haidinger-Büschel am Himmel bei Sonnenuntergang

Das menschliche Auge kann unterschiedliche Schwingungsebenen polarisierten Lichtes nicht bei direkter Betrachtung differenzieren.
Schaut ein Beobachter aber wenige Sekunden starr auf ein Polarisationsmuster und ändert dann die Kopfhaltung ein wenig, ohne seine Blickrichtung zu ändern, kann mit einiger Übung eine diffuse gelbe oder blaue Erscheinung wahrgenommen werden.

### Erkennung des Polarisationsmusters durch Polarisationsfilter
Beim Blick durch einen Polarisationsfilter kann durch Drehen polarisiertes Licht anhand der verminderten Lichttransmission ausfindig gemacht werden und erlaubt also, einen dunkleren großen Halbkreis um den Sonnenstand zu erkennen. Überzeugende Darstellungen des Polarisationsmusters eines Halbkreises sind aufwändig, denn sie sind überlagert vom direkt einfallenden Sonnenlicht sowie weiterer Streuung. Bereits teilweise wolkenfreie Himmelspartien könnten erlauben, das Polarisationsmuster so wahrzunehmen und den Sonnenstand zu ermitteln. Diese Methode würde bei dichtem Nebel an ihre Grenzen stoßen.

### Natürliche Polarisationsfilter
Cordierit, den Thorkild Ramskou als den sólsteinn bezeichnete, bietet die Möglichkeit, das Himmelspolarisationsmuster zu erkennen, solange ein größerer unbedeckter blauer Himmelsbereich besteht, möglichst im Zenit, während die (tief stehende) Sonne bedeckt sein kann.

### Heutiger Kenntnisstand
Es ist umstritten, ob die Wikinger oder andere Seefahrer Polarisationsfilter eingesetzt haben, um den Sonnenstand zu ermitteln. Es gibt keine anerkannte Quelle, die dies zweifelsfrei belegt.
Bei unbedecktem Himmel kann der geübte Beobachter sogar ohne Hilfsmittel während Sonnenauf- oder -untergang ein Himmelspolarisationsmuster erkennen, allerdings erschließt das keine zusätzlich nützlichen Informationen zur Navigation. Es erlaubt jedoch, die komplizierte Anwendung eines Polarisationsfilters für diese Beobachtung zu üben.
Manche Insekten können anhand des Polarisationsmusters des teilbedeckten Tageshimmels den Sonnenstand bestimmen (z. B. Bienen nach Untersuchungen von Karl von Frisch).

## Nutzung der Doppelbrechung

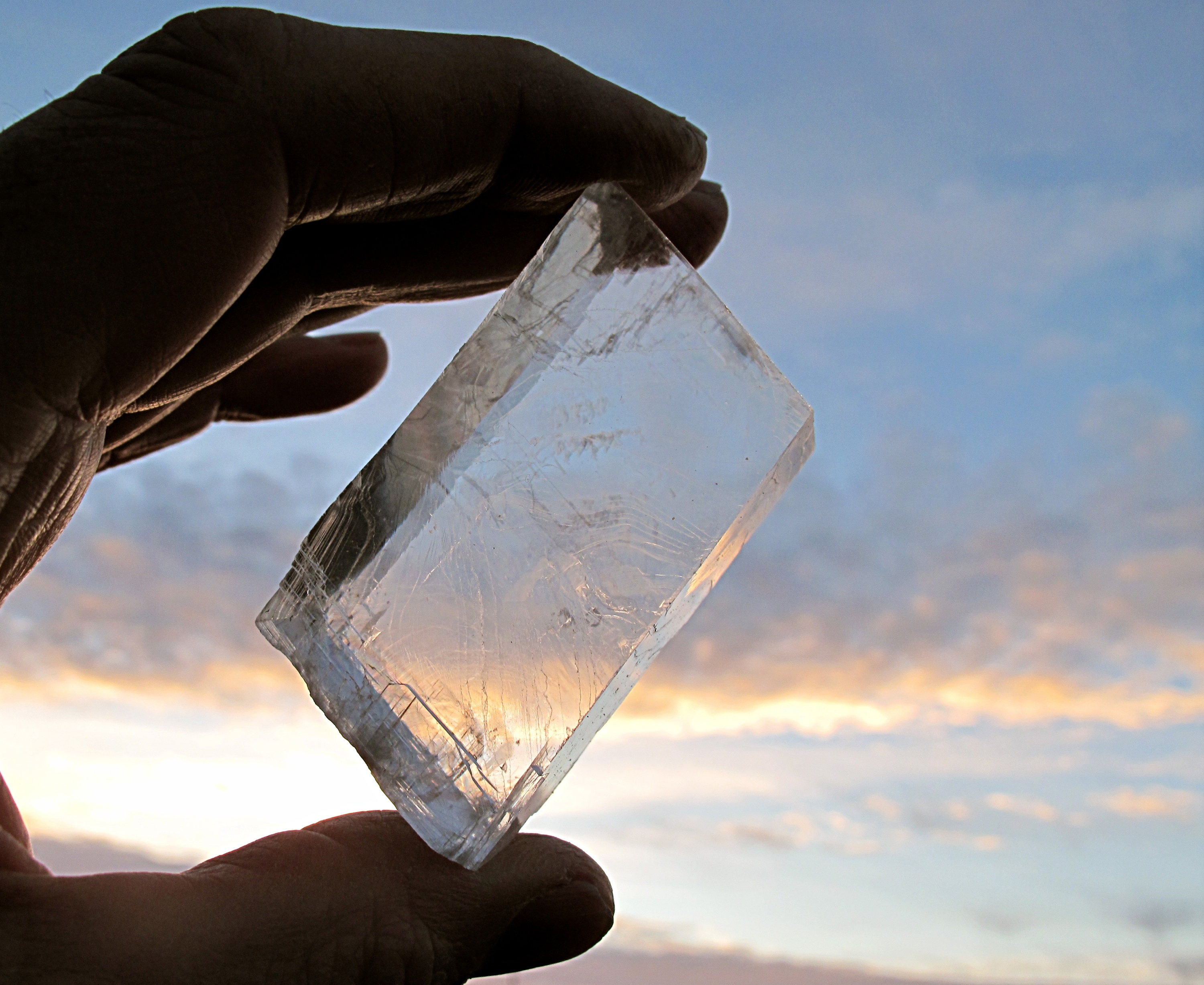
Ein isländischer Silfurberg (Silberfels)

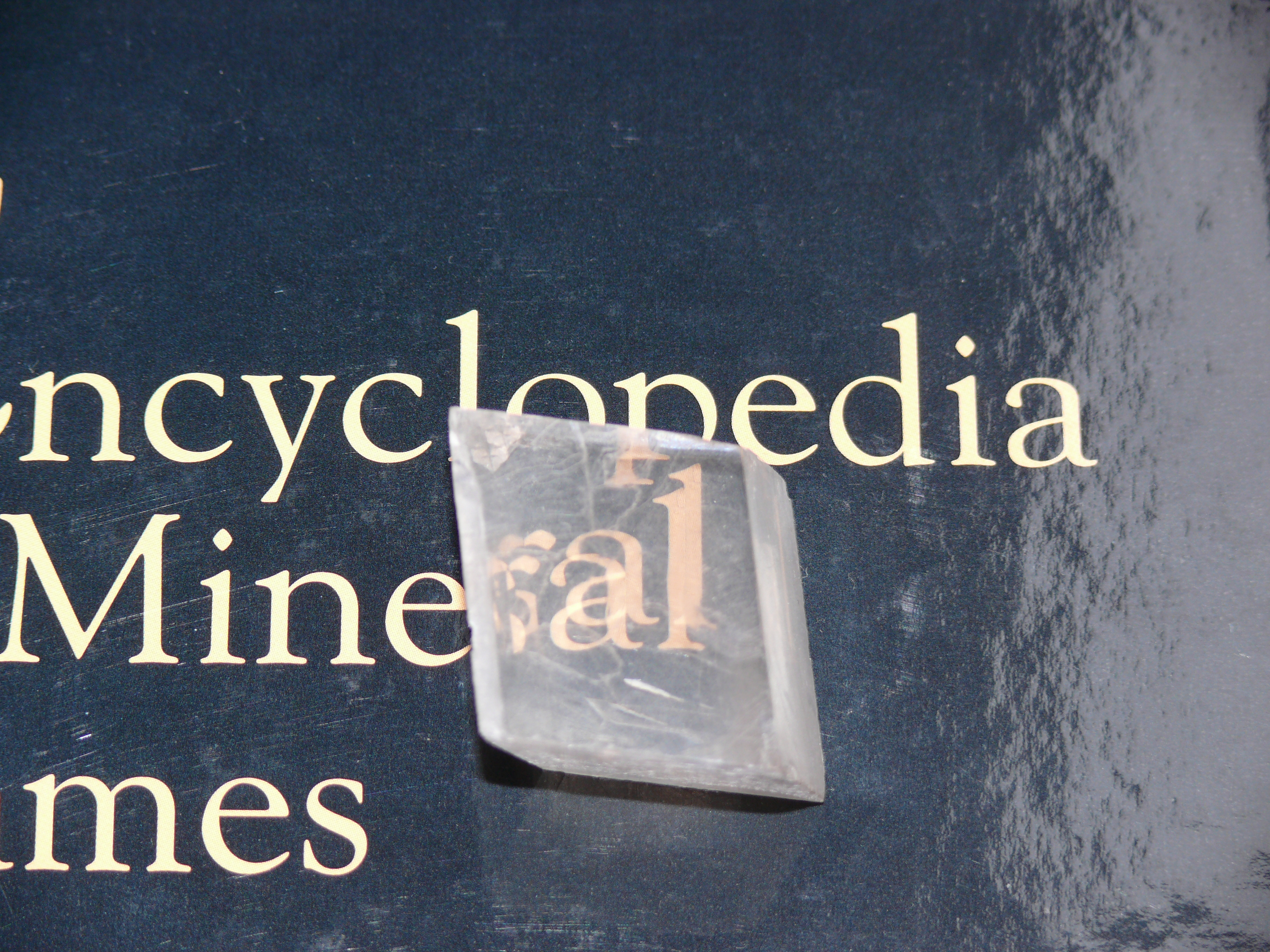
Lichtbrechung beim Doppelspat

Durch die Lichtbrechung mit einem doppelbrechenden Kristall wie Calcit (Kalkspat) wird der einfallende Lichtstrahl in zwei Lichtbündel mit unterschiedlicher Stärke und Polarisationsrichtung aufgespalten. Durch Drehen und Wenden kann der Stein so ausgerichtet werden, dass die beiden Lichtbündel gleich stark sind. Die Blickrichtung zeigt dann genau in die Richtung der Lichtquelle, also der Sonne.
Kalkspat bzw. Calcit ist ein in Skandinavien öfter vorkommendes Mineral. Ein solcher Stein wurde in einem vor der Kanalinsel Alderney geborgenen Wrack eines elisabethanischen Kriegsschiffes gefunden, das 1592 gesunken war. Dass der Sonnenstein noch im 16. Jahrhundert – und damit Jahrhunderte nach Erfindung des Kompasses – an Bord eines Schiffes mitgeführt wurde, erklären die Wissenschaftler damit, dass über die Funktionsweise des Kompasses damals noch wenig bekannt war.
Die beschriebene Anwendung ist rasch erlernbar. Es ist jedoch umstritten, ob die Wikinger oder andere Seefahrer doppelbrechende Mineralien eingesetzt haben, um den Sonnenstand zu ermitteln. Es gibt keine anerkannte Quelle, die dies zweifelsfrei belegt.

## Einschätzung
Es gibt keine Quelle, die zweifelsfrei belegt, dass ein sólsteinn durch die Wikinger an Bord mitgeführt worden ist. Manche Forscher bezweifeln deshalb seine Nutzung.
Eine Positionsbestimmung der Sonne bei völlig bedecktem Himmel und leichtem Schneetreiben mit Hilfe eines natürlichen sólsteinn wie in der Überlieferung ist weder mit Hilfe eines Polarisationsfilters noch eines doppelbrechenden Minerals möglich, sondern wahrscheinlich eine Theatralik der Sagen. Aber beide Methoden könnten bei partieller Bewölkung und hell-trübem Wetter, der Polarisationsfilter auch bei Sonnenständen knapp unterhalb des Horizontes angewendet werden.